# 練馬区立光が丘第三中学校
練馬区立光が丘第三中学校（ねりまくりつ ひかりがおかだいさんちゅうがっこう）は、東京都練馬区光が丘にある区立中学校。2021年(令和3年)4月時点の生徒数は通常12学級、特別支援学級3学級計15学級の430名。 

## 沿革
- 1988年（昭和63年）
  - 4月1日 - 現在地に開校
  - 11月1日 - 校章制定
- 1989年（平成元年）2月15日 - 校歌制定
- 2019年（平成31年）4月1日 - 光が丘第四中学校を統合

## 教育目標
- 生涯を通じて、たくましく生き抜き、社会の発展に貢献できる生徒の育成を目指し、次の目標を設定する。
  - 深く考え、自ら実行する。
  - 思いやりの心で協力する。
  - 美しい心、たくましい体をつくる。

- F組教育目標
  - 基礎的な学力を身につけ、豊かな情操を養う。
  - 基本的な生活習慣を身につけ、社会的自立の基礎としての生活力を育てる。
  - 健康な身体と興味をもって根気強くやりぬく意欲を育てる。
  - 人と豊かに関わり、協力する態度を養う。

## 特色ある教育活動
- ボランティアの活動を通して、学校・地域の環境の整備・美化への関心と実践意欲を高め、ボランティアの精神を養う。
- 教育活動全体を通して、安全指導を徹底する。避難訓練やセーフティ教室を、隣接する小学校と連携して実践する。小学生の安全を願う心を育てる立場での訓練を行い、地域に貢献できる中学生を育てる。
- 隣接する幼稚園・小学校と連携した諸活動（学習活動・特別活動・総合的な学習の時間・授業等）の充実に努める。又、地域の行事等に積極的に参加し、連携を深める。
- 保教の会主催の土曜スペース（上級学校合同相談会）を、進路指導に生かす。

## 部活動
- 文化部
  - 吹奏楽部
  - 英語部　　
  - 美術部 　　　　
  - 家庭科部
  - 園芸部
  - F音楽部
  - Fパソコン部

- 運動部
  - 剣道部
  - 女子バレーボール部
  - 男子バスケットボール部
  - 女子バスケットボール部
  - サッカー部
  - 卓球部
  - 陸上競技部
  - 女子ソフトテニス部
  - F走ろう部
  - Fキャッチボール部
  - Fサッカー部

## 通学区域
光が丘駅から東側を学区とする。
- 光が丘一丁目
- 光が丘二丁目（1-11）
- 光が丘三丁目（1-2、3の一部、5-7、8の一部、9の一部）
- 田柄三丁目（7、12-17、27-30）
- 田柄四丁目（10-17、34-49）
- 田柄五丁目（4-7、10-28）

## 進学前小学校
区立中学校選択制度があり区内の遠方から通学している生徒もいるが、学区指定による小学校は以下の通り。※印は小中一貫教育グループの構成校。
- 光が丘夏の雲小学校(※)
- 光が丘秋の陽小学校(※)
- 光が丘第八小学校(※)

## 学区内の主な施設
- 光が丘郵便局
- 光が丘警察署
- 光が丘消防署
- 夏の雲公園
- 秋の陽公園
- 練馬光が丘病院

## 交通
- 都営地下鉄大江戸線光が丘駅より徒歩7分
- 西武バス（練高01、練高02）・国際興業バス（光02ほか）光が丘三丁目バス停より徒歩1分